# جان فرانسوا شامبين
جان فرانسوا شامبين (بالفرنسية: Jean-François Champagne)‏ هو فقيه لغة ومترجم فرنسي، ولد في 1 يوليو 1751 في Semur-en-Auxois ‏ في فرنسا، وتوفي في 14 سبتمبر 1813 في باريس في فرنسا.